# Assedio di Deventer (1578)
L'assedio di Deventer del 1578 fu uno scontro combattuto nell'ambito della guerra degli ottant'anni che si svolse dal 3 agosto al 19 novembre 1578 presso la città di Deventer, negli attuali Paesi Bassi.
La città venne assediata nel tentativo da parte degli stati generali dei Paesi Bassi di proteggere al meglio le regioni di Olanda e Utrecht dai saccheggi degli spagnoli. Grazie ai consigli strategici di Johan van den Kornput, la città si arrese agli olandesi il 19 novembre 1578.

## Antefatto

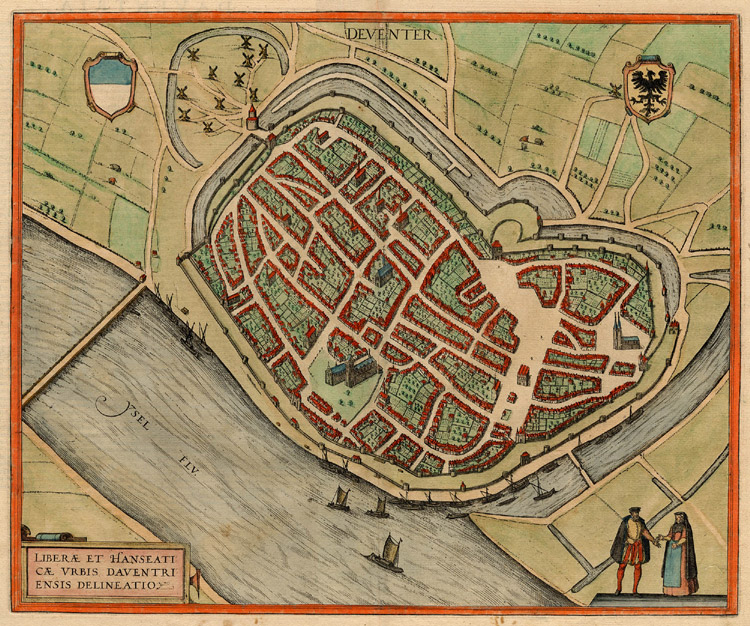
La città di Deventer con le sue fortificazioni

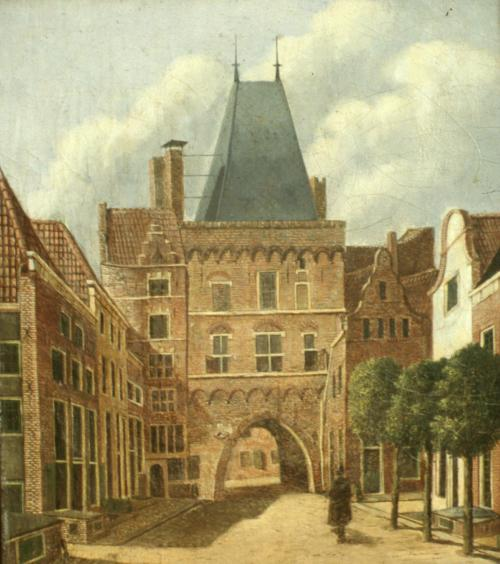
La Vispoort di Deventer, demolita nel 1838, in un dipinto di H.A. Noordijk

La città di Deventer era una delle più importanti della regione dell'Overijssel sin dall'epoca medievale, essendo stata tra le prime ad essere qualificata come città già dall'XI secolo. Fu una delle prime città olandesi ad aderire alla Lega Anseatica, divenendo così un'importante base commerciale per il nord Europa, in particolare per il commercio dello stoccafisso norvegese proveniente da Bergen, oltre a lino, pellicce, legno e pietra arenaria, con cinque grandi fiere annue e diversi mercati locali.
Deventer ebbe un ruolo importante anche a livello religioso in quanto qui visse nel XIV secolo Geert Groote, fondatore del movimento della Devotio moderna; la città fu inoltre sede della prima diocesi cattolica dei Paesi Bassi dal 1559. La città contribuì largamente alla diffusione dell'umanesimo nei Paesi Bassi in quanto già poco tempo dopo l'invenzione della stampa, la città era già dotata di un gran numero di stampatori di libri in piena attività.
Deventer era però anche una città fortificata, situata presso il corso del fiume IJssel. Le mura della città erano costituite da una doppia cerchia difensiva con diverse torri di controllo in punti strategici. La cinta muraria venne costruita complessivamente tra il 1250 ed il 1325 ed aveva uno spessore di circa 1,2 metri. Le mura interne della città vennero invece costruite in mattoni nel XIV secolo per lo spessore di 3,5 metri nella parte inferiore.
Una delle torri più importanti che costituivano il nerbo della difesa della città era la Noordenbergtoren, posta sul lato nord-ovest della città e costruita attorno al 1487. Questa era una torre cilindrica alta circa sessanta metri e attorniata da mura spesse sei metri. In origine la torre sorgeva appena fuori le mura cittadine, ma a causa dei continui ampliamenti urbani, si trovò infine compresa entro i confini della città, il che le fece però perdere la funzione di posto di guardia avanzato. Attorno alle mura della città si trovava anche un fossato a scopo difensivo.
Vicino alla città si trovava un ponte sull'IJssel, in parte distrutto nel 1570 a causa di una massa di ghiaccio che spinse sul fiume IJssel in combinazione con la pressione dell'acqua. La sua ricostruzione richiese del tempo e nel 1576 Filippo II donò alla città il legname di cinquanta querce per ripararlo. Da questo ponte transitava la maggior parte delle merci che dai Paesi Bassi transitavano verso la Germania.
La città disponeva di diverse porte per offrire diversi accessi ai mercanti provenienti dall'entroterra e dal fiume. Tra queste vi erano la Noordenbergpoort (nord-ovest), la Brinkpoort (nord), la Bergpoort (est) e la Zandpoort (sud-ovest) che ancora oggi danno il nome ad alcune strade locali. La maggior parte delle porte furono demolite all'inizio del XIX secolo con l'espansione urbana della città. La Bergpoort è stato ricostruita nel giardino del Rijksmuseum di Amsterdam.

## L'assedio

### I preparativi

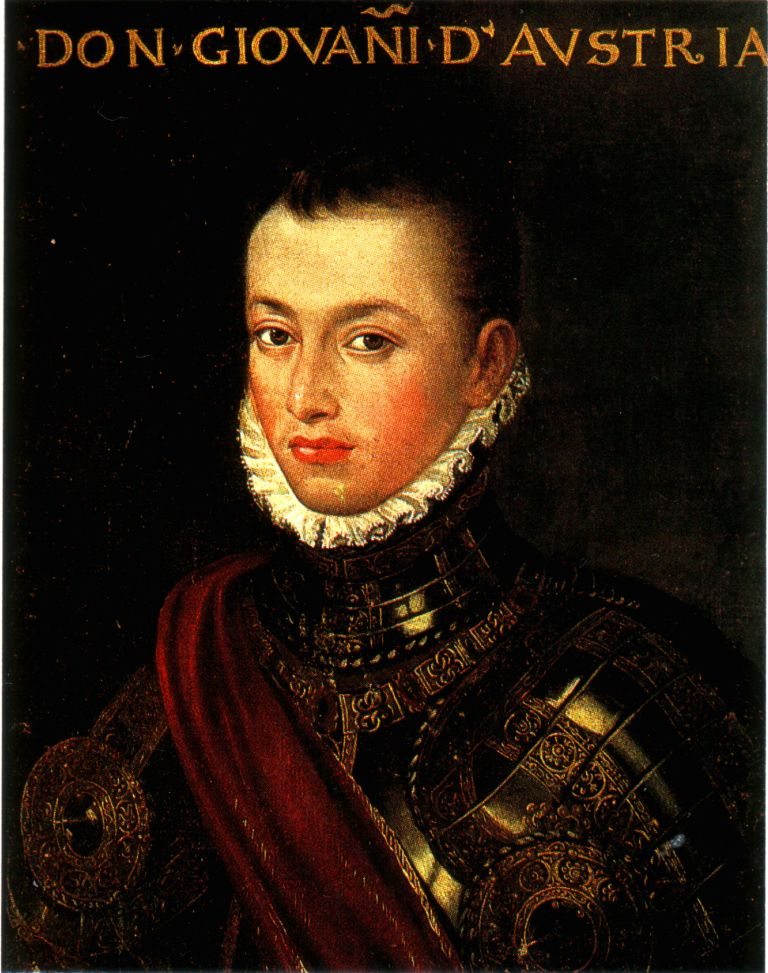
Don Giovanni d'Austria

Deventer sin dal 1568 ospitava per ordine del duca d'Alba una guarnigione composta da soldati valloni. Per la presenza di queste truppe in città, essa venne evitata da Willem van den Bergh durante la seconda invasione dell'Olanda del 1572, mentre altre città come Kampen e Zutphen vennero assediate. La città rimase nelle mani degli spagnoli assieme a gran parte dell'Overijssel.
Don Giovanni d'Austria venne inviato nei Paesi Bassi da Filippo II di Spagna come governatore nel 1576 con lo scopo di reprimere la rivolta scoppiata in loco senza fare concessioni religiose ai protestanti. Il suo intervento avrebbe dovuto riportare pace e ordine in un territorio già martoriato dalla guerra. Don Giovanni decise di sostituire le truppe vallone con una guarnigione tedesca con la quale pensava di poter meglio proteggere la città dagli attacchi delle truppe olandesi. Per paura di rappresaglie da parte della guarnigione, il consiglio comunale di Deventer nel 1576 si astenne dal firmare la pacificazione di Gand. Il comando generale della guarnigione tedesca venne affidato a tale capitano Haurincourt, ma l'uomo più importante di essa era indubbiamente il comandante Augustyn Ryck, con poteri esecutivi, che la popolazione di Deventer reputava un tiranno.
La guarnigione doveva essere pagata dal consiglio comunale di Deventer, che presto dovette coniare monete d'emergenza per continuare a pagare i soldati, aumentando così l'inflazione. Nell'estate del 1577, gli occupanti avevano già minacciato di dare fuoco alla città se il pagamento fosse stato effettuato in ritardo. Alla fine, questo non avvenne, ma i soldati si diedero al saccheggio di diverse case. Nel 1578 la dirigenza della guarnigione richiedeva 600 fiorini a settimana e più volte minacciarono di fondere i tesori della chiesa locale per venire pagati, e fu solo l'opposizione della popolazione locale ad impedire questo ulteriore furto.
Don Giovanni aveva firmato l'Editto Perpetuo all'inizio del 1577, riconoscendo la pacificazione di Gand. In linea di principio, ciò significava un armistizio tra le truppe spagnole e quelle olandesi, ma l'editto venne violato già nel luglio del 1577 quando don Giovanni conquistò la cittadella di Namur. Alla fine di gennaio del 1578, gli spagnoli avevano sconfitto le truppe olandesi nella battaglia di Gembloux, sviluppando un senso di insicurezza generalizzato nelle province di Olanda e Utrecht. Questo era il motivo per cui molti volevano l'espulsione delle truppe spagnole dalla regione nord-est dei Paesi Bassi, battaglia personale propugnata anche da Giovanni VI di Nassau-Dillenburg, fratello di Guglielmo d'Orange.

### La decisione dell'assedio

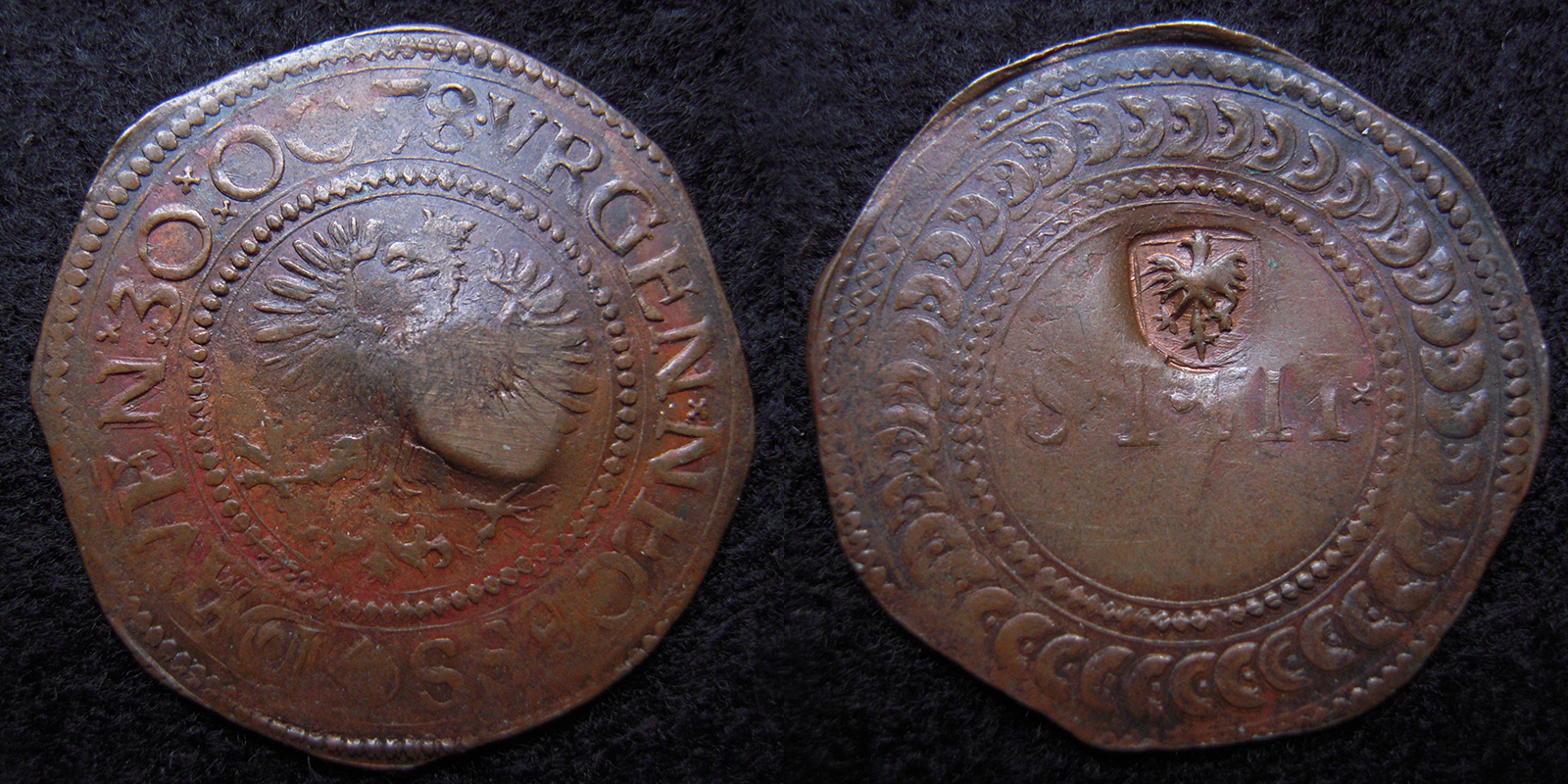
Una moneta ossidionale sovrastampata a Deventer durante l'assedio di van Rennenberg

Alla fine gli Stati Generali olandesi ordinarono allo statholder dell'Overijssel, il conte di Rennenberg, di conquistare la città di Deventer per strapparla agli spagnoli. Il conte di Rennenberg era il successore di Claude de Berlaymont che era stato licenziato dagli Stati Generali poco prima per essere passato al servizio di Filippo II. Due mesi dopo un primo incontro dei rappresentanti dell'esercito olandese a Zutphen, il 3 agosto, Rennenberg giunse in vista della città. Il suo esercito era composto da 10 distaccamenti (circa 1300 soldati), composti da soldati olandesi (cinque stendardi) e frisiani. Rennenberg aveva già conquistato Kampen, l'unica altra città dell'Overijssel che non era ancora passata sotto l'autorità degli Stati Generali.
Quando gli ufficiali della guarnigione spagnola in città videro profilarsi la possibilità di un assedio, venne disposto che tutte le persone non abili al lavoro lasciassero la città per non gravare sulle scorte di cibo disponibili.

### L'arrivo di Rennenberg

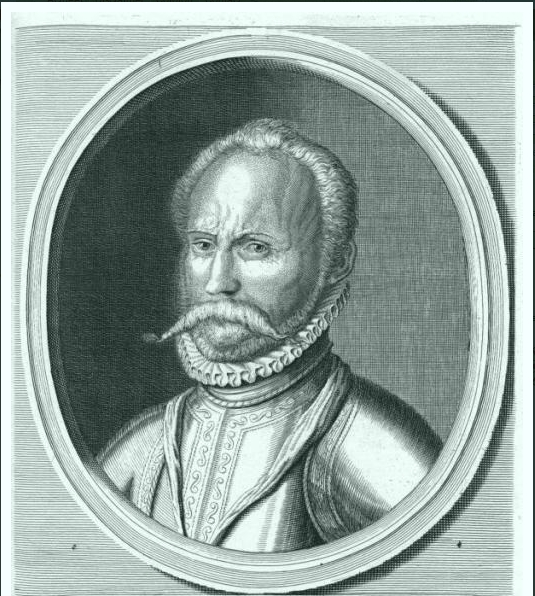
Diederik Sonoy

L'esercito del conte di Rennenberg rimase a Deventer solo per un giorno, ma il 4 agosto fece immediatamente in modo che i mulini che si trovavano vicino a Deventer venissero bruciati così da tagliare le scorte alla città. Rennenberg fece chiudere il fiume IJssel al traffico marittimo bloccando il fiume con un certo numero di navi olandesi, tra le quali spiccava una nave da guerra. Questo blocco ad ogni modo non fu totale, di modo che le navi potessero ancora navigare da e verso la città, anche se con grande pericolo. Anche l'esercito guidato da Diederik Sonoy si portò in azione occupando le alture nei pressi della porte di Noordenberg dove pure si trovavano dei mulini a vento, conquistando anche una posizione ideale per minacciare la città con l'artiglieria, ma venendo nel contempo esposti all'artiglieria nemica. Per proteggere le proprie truppe, Sonoy fece costruire un bastione intorno alle alture, creando un ridotto di terra. Chiese anche ai contadini al seguito di scavare una trincea per non affaticare i soldati.
Con l'escavazione di questa trincea, Sonoy cercava di avvicinarsi al fossato della città con l'intento di giungere a riempirlo. Per fare ciò, le sue truppe dovevano però prima abbattere le sentinelle di guardia alla Noordenbergpoort ed alle altre roccaforti su quel lato della città. I difensori tedeschi volevano impedire ai contadini di raggiungere il canale e perciò attaccarono loro in prevalenza, il che provocò notevoli perdite nel gruppo dei pionieri, subito contrattaccate dagli olandesi. Anche i tedeschi subirono grandi perdite e dovettero ritirarsi nelle mura della città. Dopo che le truppe tedesche furono ricacciate in città, Sonoy volle che i contadini tornassero a lavorare. A causa del gran numero di vittime, comunque, questi ultimi si rifiutarono.
Le truppe della Gheldria, guidate da Hegeman, bombardarono la città da una roccaforte sulla riva occidentale dell'IJssel. Il 1º settembre il ponte nei pressi della città di Deventer venne incendiato, continuando ad ardere per due giorni consecutivi.

### L'attacco allaNoordenbergpoort

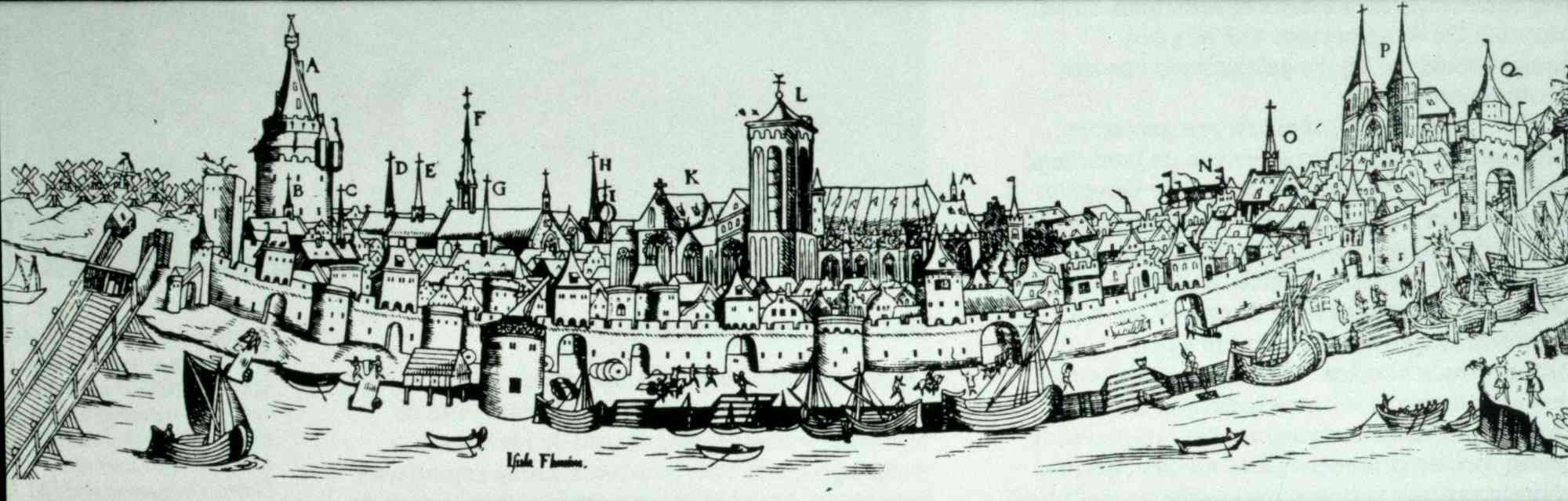
Veduta della città di Deventer alla fine del Cinquecento. A sinistra è visibile la Noordenbergpoort.

Sonoy aveva escogitato una tattica d'attacco con la quale le truppe olandesi avrebbero potuto facilmente conquistare la Noordenbergpoort e la relativa Noordenbergtoren. L'idea era quella di scavare delle gallerie che avrebbero portato gli assedianti direttamente in città. I difensori, tuttavia, vennero a scoprire questa tecnica e realizzarono dei contro-tunnel per battere il nemico prima che riuscisse ad entrare in città, soffiando fumi tossici nei corridoi creatisi. Nei combattimenti che seguirono, gli assedianti vennero respinti più volte ma continuavano ad avanzare verso la città, al punto che le truppe tedesche a Deventer vennero costrette a chiudere i loro corridoi con dei pesanti cancelli di ferro. La stessa Noordenbergtoren aveva dato segni di cedimento a causa dei continui bombardamenti di Sonoy, ed il 27 settembre crollò la cima della torre che andò a schiantarsi all'interno della città, provocando ulteriore panico ma nessun ferito.
Durante il giorno le truppe olandesi si dedicavano in prevalenza al bombardamento della città, ma sparando non più di 10-20 palle al giorno, danneggiando quindi a malapena la città. Durante l'assedio finirono invece distrutte alcune strutture esterne alla città, come il locale monastero che si trovava fuori dai confini dell'abitato.

### La situazione in città

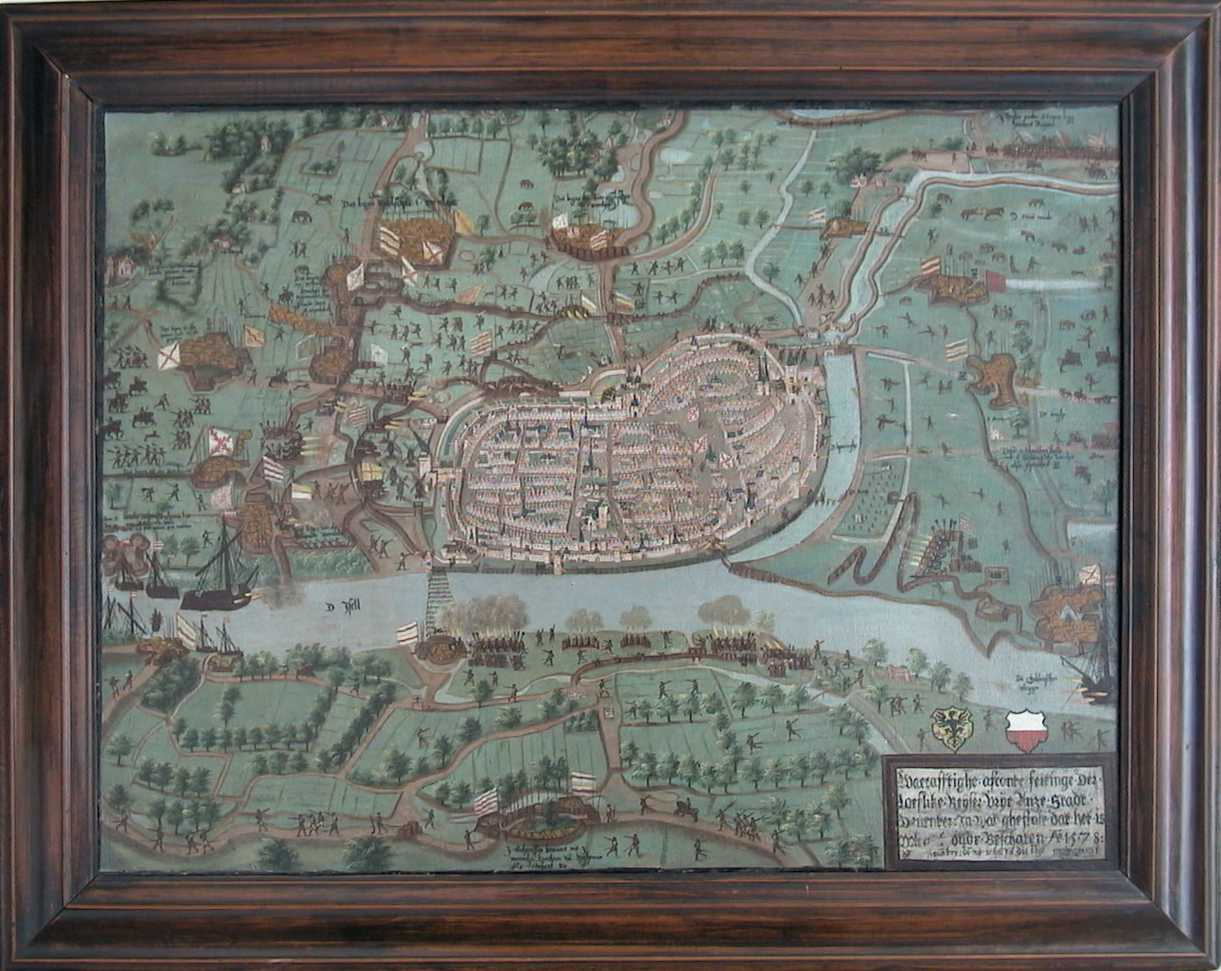
Deventer durante l'assedio del 1578

Col proseguire dell'assedio, la pressione in città aumentava sempre più. Per questo motivo gli ufficiali della guarnigione ordinarono alle truppe tedesche di provare a fare delle sortite che ebbero un certo effetto, saccheggiando occasionalmente l'accampamento di Sonoy di armi e provviste. Alcuni soldati tedeschi, ad ogni modo, si allontanarono troppo dalla città e vennero catturati prigionieri degli olandesi, come ad esempio Ytelrijch Schoolers, il quale venne interrogato sulla situazione interna della città.
Gli olandesi vennero a sapere che i soldati della guarnigione spesso si comportavano male nei confronti della popolazione locale e questo creava malumore tra gli abitanti. Per tenere sotto controllo la situazione, gli ufficiali della guarnigione avevano deciso di stipulare un accordo con la gente di Deventer, promettendo di astenersi dal perpetrare ingiustizie e crudeltà in cambio dell'aiuto nella difesa. Questo accordo era però solo sulla carta, in quanto nessuna delle due parti rispettò a pieno i termini previsti. Ad esempio, la guarnigione pensava che il proprio salario non fosse sufficiente e per questo aveva deciso di confiscare l'oro e l'argento delle chiese cittadine, inclusi i reliquiari dei santi Lebuino, Radboudo e Marcellino che vennero portati in solenne processione alla zecca di Deventer per coniarne poi monete ossidionali. I soldati demolirono anche alcune case di legno per rifornirsi di legna da ardere durante le giornate fredde.
Durante l'assedio, il comando della guarnigione ripeté più volte l'ordine secondo il quale coloro che non erano capifamiglia, sacerdoti o amministratori dovessero lasciare la città. Di nuovo, la popolazione rispose freddamente a questo ordine. All'inizio di novembre, il consiglio del Bergkerk e due corporazioni distribuirono nuovamente un totale di 250 fiorini d'oro agli abitanti più poveri.

### I consigli strategici di van den Kornput
Il conte di Rennenberg aveva pure lui le sue preoccupazioni. Le truppe olandesi del suo esercito provenivano direttamente dalla regione dell'Olanda ed egli preferì per questo utilizzare quelle della guarnigione di stanza a Kempen per maggiore sicurezza e vicinanza. La provincia dell'Olanda non ne fu contenta e si rivolse per questo a Guglielmo d'Orange. Ai suoi uomini si aggiungevano circa 1000 ugonotti francesi al comando di Antonis van Glimes.
Johan van den Kornput, pur non prendendo direttamente parte allo scontro, svolse le funzioni di consigliere militare del conte van Rennenberg. Van den Kornput, che già aveva assistito gli olandesi nelle operazioni di difesa di Aalst, consigliò al comandante dei ribelli olandesi di attaccare la Bergpoort, contro il parere della maggior parte degli altri ufficiali, motivo per cui questo consiglio venne cassato. Nel frattempo proseguivano i bombardamenti degli olandesi su Deventer, soprattutto in direzione della Zandpoort. Van den Kornput intervenne nuovamente consigliando a van Rennenberg di far costruire vari ridotti con torri appena fuori dalla città, di modo che l'intera area urbana potesse essere facilmente tenuta sotto controllo dalle truppe olandesi. Ora la città non poteva più essere rifornita di nuove munizioni e provviste dall'esterno. Egli consigliò inoltre di deviare le acque che alimentavano il fossato della città, lasciandolo così percorribile dalle truppe assedianti, oltre a costruire ulteriori gallerie per minacciare su ogni fronte le difese e minare le torri.

### La resa
La guarnigione tedesca nella città di Deventer rifiutò di arrendersi anche dopo aver appreso dapprima della morte di don Giovanni d'Austria il 1º ottobre di quello stesso anno e della possibilità di venire rifornita di nuove truppe tedesche al comando di Hans Friedrich van Schoonauw in quanto tale armata era stata sconfitta nei pressi di Bottrop. L'ultima speranza degli assediati era l'arrivo delle truppe comandate da Johan Stuper. Ad ogni modo le scorte di cibo e munizioni in città erano ormai terminate e per questo gli ufficiali della guarnigione della città decisero alla fine di negoziare una resa con van Rennenberg. Dopo cinque giorni di trattative, venne firmato un trattato in base al quale la città si arrese alle truppe olandesi.

## Conseguenze

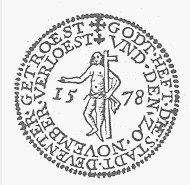
La moneta commemorativa emessa dalla zecca di Deventer nel 1578 per celebrare la vittoria olandese nell'assedio della città

Alla guarnigione, ancora forte di 600 uomini, venne permesso di lasciare la città di Deventer con il proprio treno bagagli e con le bandiere reggimentali ma arrotolate. Venne eseguito uno scambio di prigionieri. I soldati tedeschi vennero scortati sino al confine con i territori del Sacro Romano Impero presso Bocholt e venne concordato con loro che non avrebbero più potuto prestare servizio nei Paesi Bassi per i successivi tre mesi. Per trasportare i loro averi, gli olandesi fornirono agli spagnoli dei carri. Nel frattempo, le truppe olandesi marciarono all'interno della città, sotto la guida di Gelderse, con un centinaio di cavalieri. Le truppe valloni che componevano l'esercito degli olandesi vennero pagate per il loro servizio e rimandate a casa, impedendo così che queste saccheggiassero la città alla ricerca di compensazione.
In occasione della cattura della città, la zecca di Deventer coniò delle monete commemorative speciali per ricordare l'assedio e la vittoria degli olandesi sugli spagnoli. A Deventer, dopo la cattura da parte delle truppe statali, è stata proclamata una pace religiosa, consentendo sia ai cattolici che ai protestanti di esercitare liberamente la loro fede. In alcune chiese, dopo la cattura della città da parte degli olandesi, vennero celebrate messe sia in rito cattolico che in rito calvinista.